# Luke Moore
Luke Robert Moore (Gravesend, 27 de abril de 1988) es un futbolista inglés que se desempeña como delantero en el Margate F. C. de la Isthmian League. Con la selección inglesa C disputó un encuentro, en el que anotó un gol.
Comenzó su carrera jugando para el Ebbsfleet United en 2006, para posteriormente jugar A. F. C. Wimbledon, donde ganó la Conference Premier. Con el Ebbsfleet United, ganó un partido frente al Torquay United por un tanto contra cero, por la final de la FA Trophy. Es el primer jugador del A. F. C. Wimbledon en anotar un gol por Copa de Liga. También jugó contra Bristol Rovers el 6 de agosto de 2011, en el partido inaugural por la liga.  

## Palmarés
Ebbsfleet United
- FA Trophy: 2007-08

AFC Wimbledon
- Conference Premier play-offs: 2010-11

## Clubes
| Club               | País       | Año             |
| ------------------ | ---------- | --------------- |
| Ebbsfleet United   | Inglaterra | 2006 - 2009     |
| A. F. C. Wimbledon | Inglaterra | 2009 - 2014     |
| Margate F. C.      | Inglaterra | 2014 - presente |

### Estadísticas
| Temporada           | Club                | División              | Liga | Liga | Playoffs | Playoffs | FA Cup | FA Cup | Copa de la Liga | Copa de la Liga | Otros | Otros | Total | Total |
| Temporada           | Club                | División              | PJ   | G    | PJ       | G        | PJ     | G      | PJ              | G               | PJ    | G     | PJ    | G     |
| ------------------- | ------------------- | --------------------- | ---- | ---- | -------- | -------- | ------ | ------ | --------------- | --------------- | ----- | ----- | ----- | ----- |
| 2006-07             | Ebbsfleet United    | Conference Premier    | 37   | 7    | 0        | 0        | 0      | 0      | 0               | 0               | 0     | 0     | 37    | 7     |
| 2007-08             | Ebbsfleet United    | Conference Premier    | 44   | 7    | 0        | 0        | 0      | 0      | 0               | 0               | 4     | 0     | 48    | 7     |
| 2008-09             | Ebbsfleet United    | Conference Premier    | 36   | 6    | 0        | 0        | 0      | 0      | 0               | 0               | 3     | 0     | 39    | 6     |
| 2009-10             | A. F. C. Wimbledon  | Conference Premier    | 30   | 7    | 0        | 0        | 1      | 0      | 0               | 0               | 0     | 0     | 31    | 7     |
| 2010-11             | A. F. C. Wimbledon  | Conference Premier    | 33   | 7    | 3        | 1        | 3      | 0      | 0               | 0               | 3     | 1     | 39    | 8     |
| 2011-12             | A. F. C. Wimbledon  | League Two            | 37   | 9    | 0        | 0        | 2      | 1      | 1               | 1               | 0     | 0     | 40    | 11    |
| 2012-13             | A. F. C. Wimbledon  | League Two            | 35   | 4    | 0        | 0        | 2      | 0      | 1               | 0               | 0     | 0     | 38    | 4     |
| 2013-14             | A. F. C. Wimbledon  | League Two            | 14   | 1    | 0        | 0        | 0      | 0      | 1               | 1               | 0     | 0     | 12    | 2     |
| 2014-15             | Margate F.C.        | National League South | 0    | 0    | 0        | 0        | 0      | 0      | 0               | 0               | 0     | 0     | 0     | 0     |
| 2015-16             | Margate F.C.        | National League South | 1    | 0    | 0        | 0        | 0      | 0      | 0               | 0               | 0     | 0     | 1     | 0     |
| Total en su carrera | Total en su carrera | Total en su carrera   | 267  | 48   | 3        | 1        | 8      | 1      | 3               | 2               | 10    | 1     | 288   | 52    |